# Семья Поланецких (роман)
«Семья Поланецких» (пол. Rodzina Połanieckich) — роман польского писателя Генрика Сенкевича, написанный в 1893—1894 годах и впервые опубликованный в 1894 году.

## Сюжет
«Семья Поланецких» написана в традициях реалистической литературы. Действие происходит в современную автору эпоху, главным образом в Варшаве. Главные герои — супруги Поланецкие, Станислав и Марыня (урождённая Плавицкая), при этом автор больше внимания уделял Станиславу, образ которого более детализирован и показан с разных сторон. Поланецкий — шляхтич по происхождению, инженер по образованию, предприниматель, безжалостный деловой человек и неверный муж. Постепенно он превращается в патриархального помещика. Марыня Поланецкая предстаёт перед читателем как идеальная жена.
Отдельные детали сюжета и персонажи связывают «Семью Поланецких» с романом Сенкевича «Без догмата», впервые опубликованным в 1889—1890 годах.

## Оценки
«Семью Поланецких» одобрительно встретили только критики консервативного лагеря. Все остальные откликались негативно, многие даже с негодованием: такую реакцию вызвал образ Поланецкого, филистёра, эгоиста и карьериста, не отягощённого рефлексией и заботой об обществе. Возник даже термин «поланечина», ставший синонимом безнраственности. Известно, что Антон Чехов прочёл роман с отвращением, увидев в нём попытку «успокоить буржуазию в её золотых мечтах».
Позже оценки романа стали менее однозначными. Юлиан Кржижановский увидел в «Семье Поланецких» многослойность сюжета, а в одном из этих слоёв (истории любви Поланецких) — разрыв Сенкевича с традицией «романтического моноэротизма». Звучали мнения о том, что автор представил здесь в позитивном свете идеологию, неприемлемую для радикалов, которые, однако, не могли противопоставить её нечто более продуктивное. Филолог Барбара Шаргот оспорила оценки романа как манифеста социального консерватизма: для неё это новаторское произведение, во многом предвосхищающее шедевры польской литературы XX века.
Сам автор не причислял роман к своим лучшим произведениям, но у читателей «Семья Поланецких» имела большой успех (несравнимый, правда, с успехом исторических романов Сенкевича).
По мотивам романа в 1978 году был снят телесериал «Семья Поланецких», а в 1983 году — полнометражный фильм «Марыня».